# Suspensión (canción)
Suspensión es una canción interpretada por la banda de rock Invisible, incluida en su primer álbum, lanzado en 1974, séptimo en el que tiene participación decisiva Spinetta. Los integrantes de la banda que interpretan el tema son Luis Alberto Spinetta (voz y guitarra), Pomo Lorenzo (batería) y Machi Rufino (bajo). La autoría está acreditada a los tres integrantes.
El álbum fue incluido en la posición #65 entre los 100 mejores álbumes del rock argentino por la revista Rolling Stone. Notablemente ninguno de sus temas figuran en las listas de las mejores canciones de Spinetta.

## Contexto
Spinetta venía de disolver su banda Pescado Rabioso a mediados del año anterior y de grabar un disco solista, Artaud, bajo del nombre de Pescado Rabioso, que ha sido considerado mayoritariamente como el mejor álbum de la historia del rock argentino. Artaud significó un momento decisivo, tanto en la búsqueda estilística que Spinetta venía haciendo desde sus orígenes con Almendra, como para el panorama del rock nacional, dejando atrás el blues-rock que caracterizó a Pescado Rabioso -bajo la influencia de Pappo's Blues- y que la hizo uno de las bandas de rock más populares de Argentina.

Viendo con perspectiva lo que fue Pescado Rabioso, creo que se dio un procedimiento al revés que el de Almendra. Si el primer disco de Almendra fue dulce y el segundo fue agresivo, en Pescado sucedió que a la altura del segundo disco yo traté de almendrizar el sonido. Después, en Invisible, creo que llegué a la toma de conciencia de un punto de equilibrio entre ambos mundos.
Luis Alberto Spinetta

Como venía pasando desde Pescado Rabioso, Spinetta solía inspirarse en textos literarios, obras pictóricas o culturas no occidentales para componer sus canciones y organizar conceptualmente sus álbumes. En el caso del álbum Invisible, se destacan la influencia de sus lecturas sobre las culturas americanas precolombinas, especialmente la Civilización incaica, así como la obra del pintor holandés M.C. Escher y los libros de Carl Jung dedicados a la cultura oriental y los mandalas.

## El tema
El tema está ubicado como tercer track (último del lado A en el long play). Se trata de un rock pesado en el que la banda deja la regla de no usar la distorsión, y que también es considerado entre los puntos más altos del disco. En el reverso está presidido por una imagen de M.C. Escher, uno de cuyos cuadros obra como tapa del álbum, titulado «Dragon», que muestra a un dragón atrapado en la bidimensionalidad. La letra alude al dragón cuando dice «Luego del día el dragón vomitó el fuego», una figura que también está presente en el tema anterior «El diluvio y la pasajera», al igual que la figura del «volcán». 
El tema se caracteriza por un riff que remite a Black Sabbath, cuyos álbumes Black Sabbath, Black Sabbath Vol. 4, Sabbath Bloody Sabbath habían sido lanzados en Argentina en los dos años anteriores, con un fuerte impacto. El canto se realiza a dos voces, con Spinetta como primera voz y cambiando el timbre, y Machi Rufino en una segunda voz muy sugestiva, dándole un toque oscuro al tema.
Ramiro Castro y Matías Calero consideran que la letra se refiere a un tema clásico en la poesía de Spinetta, como es la relación entre la sociedad humana y la naturaleza:

La relación (problemática) entre el desarrollo de la Humanidad y el estado de la naturaleza (una naturaleza que se encuentra constantemente representada mediante árboles, semillas, frutas, nubes, osos, etc) vuelve a aparecer en algunos pasajes de Supensión (también de su primer disco):

«Antes del tiempo era todo azul
Leve de suspensión
Al no haber gente no había bien ni mal
No existía esperar».

El tiempo parece hacer referencia a la civilización del hombre, a sus acciones y cambios, y hasta podemos pensar en un vínculo de ese pasaje con el mito de la caída y la degeneración del hombre. Sin embargo, Spinetta resume a la perfección (y en una frase) la tesis básica del escepticismo moral: las cuestiones morales no son objetivas ni naturales, sino que son creaciones humanas.